# Eberwin III. von Bentheim-Steinfurt

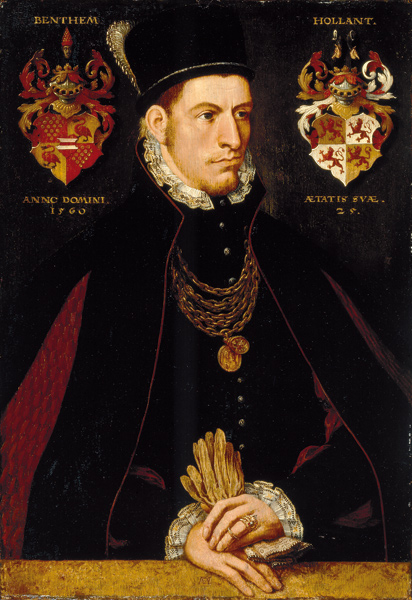
Eberwin III. von Bentheim-Steinfurt gemalt von Hermann tom Ring

Eberwin III. von Bentheim-Steinfurt (* 1536; † 19. Februar 1562 auf Burg Bentheim) war ab 1544 Graf von Bentheim und Steinfurt aus dem Haus Bentheim-Steinfurt und durch Ehe ab 1557 Graf von Tecklenburg sowie Herr zu Rheda.

## Leben
Eberwin ist der Sohn des Grafen Arnold II. von Bentheim-Steinfurt ä.L. und der Walburga von Brederode-Neuenahr.
Der 18-jährige Eberwin wurde mit der 21-jährigen Tecklenburger Erbtochter Anna im Jahr 1553 verheiratet. Die Beweggründe für diese Verbindung waren konfessioneller und insbesondere territorialer Art. Die Vermählung war für beide Grafenhäuser derart wichtig, dass in den vertraglichen Eheverhandlungen neben Morgengabe und Wittumsverschreibung auch ein weiterer Passus aufgenommen wurde. Danach sollte der jüngere Bruder Arnold bei einem vorzeitigen Ableben Eberwins die Ehe mit Anna eingehen.
Nach dem Tod des Grafen Konrad von Tecklenburg kam es zur Zerrüttung der gräflichen Ehe. Eberwin beanspruchte von seiner Frau die Regierungsgewalt über die Grafschaft Tecklenburg und die Herrschaft Rheda. Gräfin Anna wollte jedoch die Regierungsgeschäfte selbst führen. Daraufhin ließ der Graf seine Frau in ihrer eigenen Residenz, der Tecklenburg inhaftieren. Nur durch das Eingreifen des Grafen Christoph von Oldenburg konnte diese Inhaftierung beendet werden. Auch kam es zu Vorwürfen des Ehebruchs gegen Eberwin. Die Tecklenburger Ritterschaft schlug sich auf die Seite der Gräfin Anna und warf dem Grafen vor, er habe „mit anderen Weibern als der Gräfin Beylager“ gehalten und somit die Ehe gebrochen. Überdies soll Eberwin einen Hang zum Luxus gehabt haben, denn die Gräfin warf ihm vor, zu viele kostbare Pferde zu unterhalten. Auch hat er sich vom Maler Hermann tom Ring porträtieren lassen. Unter Mithilfe umliegender Territorialfürsten konnte der Ehestreit in einem Eherezess beigelegt werden.
Die Tragödie endete schließlich mit dem Tod Eberwins im Jahr 1562. Der Graf starb im Alter von 26 Jahren an der „Französischen Krankheit“, der Syphilis.

## Nachkommen
- Arnold II. (IV.) (* 2. Oktober 1554 in Neuenhaus, † 11. Januar 1606 in Tecklenburg)
- Walburga (* 24. Oktober 1555, † 9. April 1628) ⚭ 1576 Graf Hermann I. von Wied

## Porträt
Die Charakterstudie Hermann tom Rings von Graf Eberwin III. von Bentheim-Steinfurt ä.L. befindet sich im LWL-Landesmuseum in Münster.